# Uniformes do Club de Regatas Vasco da Gama
Esta é uma lista dos uniformes esportivos do clube de futebol brasileiro do Club de Regatas Vasco da Gama.

Uniforme utilizado em 1923, que deu origem a alcunha de Camisas Negras.

## História
O Vasco da Gama, que apesar de mestiço era chamado de time dos portugueses, entrava em campo usando uma camisa preta com a Cruz de Cristo em vermelho no peito, por proposta de um dos fundadores, José Lopes de Freitas, o clube jamais mudaria as suas cores - preto, branco e vermelho - presentes na cruz das embarcações portuguesas. O preto e o branco representariam a ideia de que podiam competir pelo clube pessoas de todas as raças e origens sociais, portugueses e brasileiros, em igualdade e sem discriminação, o preto também representa as tormentas, o abismo, o fim do mundo conhecido e as mortes que ficaram pelo caminho e os mares perigosos e desconhecidos do Oriente, desbravados por Vasco da Gama, enquanto o branco da faixa diagonal refere-se à rota descoberta pelo almirante e por fim a cruz que representa o povo português, a sua fé e a própria providência. É muito forte o aspecto religioso da cruz, porque a Ordem Militar de Cristo era a mesmo tempo religiosa e guerreira.
Se o Vasco, no futebol, jogou por tanto tempo só com um uniforme e sem faixa diagonal e quando finalmente adotou a faixa das demais modalidades não fez distinção entre suas duas versões, como saber qual é a camisa número um? A resposta é simples. A camisa do Club de Regatas Vasco da Gama tem uma razão de ser. Ela é uma reprodução do pavilhão do clube garantida pelo estatuto. E este pavilhão é preto com uma faixa branca em diagonal e uma Cruz de Malta vermelha.
Porém, a cruz que deveria ser o símbolo do Vasco da Gama é a Cruz da Ordem de Cristo, que é um dos símbolos máximos de Portugal e era usada nas caravelas no tempo dos descobrimentos. No entanto, a cruz utilizada como escudo foi a Cruz Pátea, que erroneamente foi chamada de Cruz de Malta. Apesar de se tornar inclusive sinônimo do clube, o “time cruzmaltino”, a Cruz de Malta nunca foi de fato utilizada.
Não há, verdadeiramente, dentre os 13 grandes clubes do futebol brasileiro, uma camisa que desperte até os dias de hoje tanta discussão como a do Vasco. A maioria dos times tem, mesmo em tempos de tanto marketing esportivo, muito bem definido o seu uniforme principal. Aquela camisa titular e histórica que personifica toda identidade da agremiação. Pois é, o Vasco da Gama tem duas. Quando enfileiramos as camisas que contam as histórias deste grande clube podemos escolher qualquer uma das duas tradicionais camisas vascaínas que isso não irá causar estranheza. A camisa branca com faixa diagonal preta e preta com faixa diagonal branca tem mesmo peso e representatividade. Parecem destinadas a apontar por si mesmas as escolhas ideológicas dos homens do Vasco de crença nas pessoas sem distinção de cor ou classe social.
A primeira camisa, criada no ano de fundação, foi usada inicialmente pelo departamento de remo do clube. O modelo era uma camisa preta com uma faixa branca na diagonal partindo do ombro direito (o inverso do modelo atual) e a Cruz de Cristo em vermelho no centro da camisa.
Por influência do Lusitânia Futebol Clube, clube que se fundiu com o Vasco em 1915, a primeira camisa do futebol era toda negra, com gola e punhos brancos, sem a faixa diagonal e a Cruz de Cristo em vermelho havia sido deslocada para o lado esquerdo do peito, junto ao coração, que por sua vez era inspirado no uniforme do combinado português que jogou uma série de amistosos no Brasil em 1913 e para diferenciar do uniforme utilizado pela equipe de remo. Apesar do time de remo já utilizar camisas pretas com faixas diagonais brancas desde o início do século passado, até o início dos anos 40, a camisa oficial do Vasco da Gama era toda preta com detalhes brancos apenas na gola e nos punhos, seu apelido inclusive era “Camisas Negras”.
No final da déca de de 30 (1937), foi adotado o novo desenho com a volta da faixa diagonal, porém agora esta partia do ombro esquerdo, sendo ainda utilizada a Cruz de Cristo vermelha posicionada sobre a faixa na altura do coração. O fato da baixa reflexão da cor negra sob os refletores de antigamente, bem como a excessiva concentração de calor do verão sob a camisa negra, eram preocupações de dirigentes quanto ao desgaste dos jogadores.
Naquele tempo a diretoria do Vasco tinha ciência que a camisa negra do Departamento de Desportos Terrestres propiciava a retenção de calor no corpo do atleta. Tanto que nos esportes olímpicos já se adotava como uniforme uma camiseta branca com duas finas faixas pretas horizontais, tendo o escudo completo no meio do peito. Além disso, o estádio de São Januário foi um dos primeiros a ter iluminação para jogos noturnos e o Vasco um dos poucos que corriqueiramente jogavam sob a luz artificial sendo o branco uma cor que favorecia nestas condições sendo estas algumas teorias que tentam explicar o fato do Vasco jogar muito mais de branco do que de preto, no entanto não há uma explicação oficial para o fato.
No futebol, entretanto, a famosa camisa negra permanecia a única titular do scratch vascaíno, até que surgiu a questão dos excessivos jogos noturnos no verão carioca daquele campeonato. A camisa branca nada mais é do que a inversão da camisa de honra do Vasco - negra com faixa a tiracolo branca - originária do remo, estabelecida ainda no século XIX, em 16 de julho de 1899.
No dia 16 de janeiro de 1938 o Vasco adotou este padrão de uniforme que viria a usar até hoje, com a camisa preta e faixa branca passando a ser a principal e a branca com a faixa preta a secundária. A estreia da camisa branca ocorreu contra o Bonsucesso neste dia, pelo segundo turno do Campeonato Carioca de 1937 com vitória vascaina por 4 a 1.
Já na década de 40 (1943), o Vasco aposenta suas camisas pretas do futebol e o esporte que já havia se tornado protagonista no clube adota em definitivo o design da bandeira, do escudo e de todas as demais modalidades praticadas pelos vascaínos. Na “faixa do Vasco” o futebol cruz-maltino embala, assiste o apogeu do “Expresso da Vitória” e consagra clube e camisa internacionalmente. A consagração não nos exclui de dúvidas pois o Vasco usava com naturalidade ambas as camisas (inclusive nos jogos decisivos). Em 1943, quando assumiu o técnico uruguaio Ondino Vieira, este estabeleceu juntamente com o comando do clube, que o Vasco passaria a usar preferencialmente o uniforme noturno de verão, a conhecida camisa branca com faixa a tiracolo negra, criada em dezembro de 1937, relembrando assim o River Plate, clube com o qual foi bicampeão argentino em 1936 e 1937.
Nos anos 1970, a Cruz de Cristo foi substituída pela Cruz Pátea, que permanece até hoje.
Ao longo dos anos, até 1988 não houve mudanças significativas no uniforme. Algumas vezes eram modificados os tipos de gola, a faixa diagonal era alargada ou diminuída, e os números eram colocados de forma diferente. Em 1988 foi adotada uma mudança no uniforme do clube, sendo retirada a faixa diagonal nas costas da camisa, ficando esse lado apenas com o número e a marca do patrocinador.
Em 1991 foi feita uma nova mudança: a faixa diagonal foi um pouco alargada, sobre a Cruz Pátea foram colocadas as três estrelas presentes tradicionalmente na bandeira do clube, e foi colocada uma faixa em cada manga (retiradas depois, em 1993). Os números também passaram a ser pintados em preto e branco, ao invés do vermelho que era usado até então. Em 1994 o escudo do clube passou a ser colocado também nas mangas.

1898
1915
1930
1943
1945
1958
1974
1984
1989
1994
1997
1998

Já em 1996 o uniforme sofreu uma grande reformulação, com a volta da faixa nas costas, a inclusão dos números em destaque em um círculo, que também servia para dar destaque ao nome da empresa que patrocinava o clube, e as mangas com destaque para o fornecedor de material do clube.
Em 1998 a camisa foi novamente modificada, sendo então feita com gola olímpica com botão, furinhos nas laterais e os escudos nas mangas: de um lado o de campeão brasileiro, e do outro o do centenário do clube. Mais uma vez a faixa nas costas foi retirada, permanecendo apenas o número, mas sem o círculo em torno dele.
Em 2002, a camisa toda preta com a Cruz Pátea sobre o coração foi retomada e passou a ser considerada o terceiro uniforme oficial do clube. A partir de 2003 a faixa diagonal nas costas passou a ser utilizada novamente, assim como os números em vermelho.
Em 2017, o Vasco apresenta a maior exposição de camisas de futebol históricas do clube no Estádio São Januário. A exposição, que reúne mais de 60 camisas entre outras peças, leva o nome de "119 Anos Vestindo a Camisa".
Na semifinal da Taça Guanabara de 2019, o Vasco classifica-se à final após vencer o Resende por 3 a 0. Durante a partida o Vasco homenageou as vítimas do incêndio no Ninho do Urubu e das enchentes na Rocinha e Vidigal, no Rio de Janeiro. Na camisa usada estampava na frente a bandeira do arquirrival Flamengo junto à bandeira vascaína e a frase "Em frente, juntos". Nas costas, a inscrição "SOS Vidigal e Rocinha".
No ano de 2020, a camisa do Vasco utilizada para a temporada de 2015 foi eleita, segundo o site Classic Football Shirts, a 14ª camisa mais bonita da década.
Em agosto de 2022, a camisa do Vasco foi eleita a mais bonita do futebol brasileira, em pesquisa feita pelo site ge.globo.

## 1996-97 (Kappa)

### Uniformes de jogo
- Camisa branca, com faixa transversal preta, calção e meias brancas;
- Camisa preta, com faixa transversal branca, calção e meias pretas.

| Primeiro | Segundo |

## 1998 (Kappa)

### Uniformes de jogo
- Camisa branca, com faixa transversal preta, calção e meias brancas;
- Camisa preta, com faixa transversal branca, calção e meias pretas.

| Primeiro | Segundo |

## 1999 (Kappa)

### Uniformes de jogo
- Camisa branca, com faixa transversal preta, calção e meias brancas;
- Camisa preta, com faixa transversal branca, calção e meias pretas.

| Primeiro | Segundo |

## 2000 (Kappa)

### Uniformes de jogo
- Camisa branca, com faixa transversal preta, calção e meias brancas;
- Camisa preta, com faixa transversal branca, calção e meias pretas.

| Primeiro | Segundo |

### Mundial
| Primeiro | Segundo |

## 2001 (Nenhum)

### Uniformes de jogo
- Camisa preta, com faixa transversal branca, calção e meias pretas;
- Camisa branca, com faixa transversal preta, calção e meias pretas;
- Camisa preta, calção e meias pretas.

| Primeiro | Segundo | Terceiro |

## 2001-02 (VG Licenciamento)

### Uniformes de jogo
- Camisa branca, com faixa transversal preta, calção e meias brancas;
- Camisa preta, com faixa transversal branca, calção e meias pretas;
- Camisa preta, calção e meias pretas.

| Primeiro | Segundo | Terceiro |

## 2002 (Umbro)

### Uniformes de jogo
- Camisa preta, com faixa transversal branca, calção e meias pretas;
- Camisa branca, com faixa transversal preta, calção e meias brancas.

| Primeiro | Segundo |

## 2003 (Umbro)

### Uniformes de jogo
- Camisa preta, com faixa transversal branca, calção e meias pretas;
- Camisa branca, com faixa transversal preta, calção e meias brancas;
- Camisa preta, calção e meias pretas.

| Primeiro | Segundo | Terceiro |

## 2004 (Umbro)
- Camisa preta, com faixa transversal branca, calção e meias pretas;
- Camisa branca, com faixa transversal preta, calção e meias brancas;

| Primeiro | Segundo |

## 2005 (Umbro)

### Uniformes de jogo
- Camisa preta, com faixa transversal branca, calção e meias pretas;
- Camisa branca, com faixa transversal preta, calção e meias brancas;
- Camisa preta, calção e meias pretas.

| Primeiro | Segundo | Terceiro |

## 2006 (Umbro)

### Uniformes de jogo
- Camisa preta, com faixa transversal branca, calção e meias pretas;
- Camisa branca, com faixa transversal preta, calção e meias brancas.

| Primeiro | Segundo |

## 2006-07 (Reebok)

### Uniformes de jogo
- Camisa preta, com faixa transversal branca, calção e meias pretas;
- Camisa branca, com faixa transversal preta, calção e meias brancas.

| Primeiro | Segundo |

## 2007 (Reebok)

### Uniformes de jogo
- Camisa preta, com faixa transversal branca, calção e meias pretas;
- Camisa branca, com faixa transversal preta, calção e meias brancas.

| Primeiro | Segundo |

### Uniformes de goleiro
- Camisa vermelha, calção e meias vermelhas;
- Camisa preta, calção e meias pretas;
- Camisa branca, calção e meias brancas.

| Cores do Time · Cores do Time · Cores do Time · Cores do Time · Cores do Time | Cores do Time · Cores do Time · Cores do Time · Cores do Time · Cores do Time | Cores do Time · Cores do Time · Cores do Time · Cores do Time · Cores do Time |

## Temporada 2008 (Reebok)

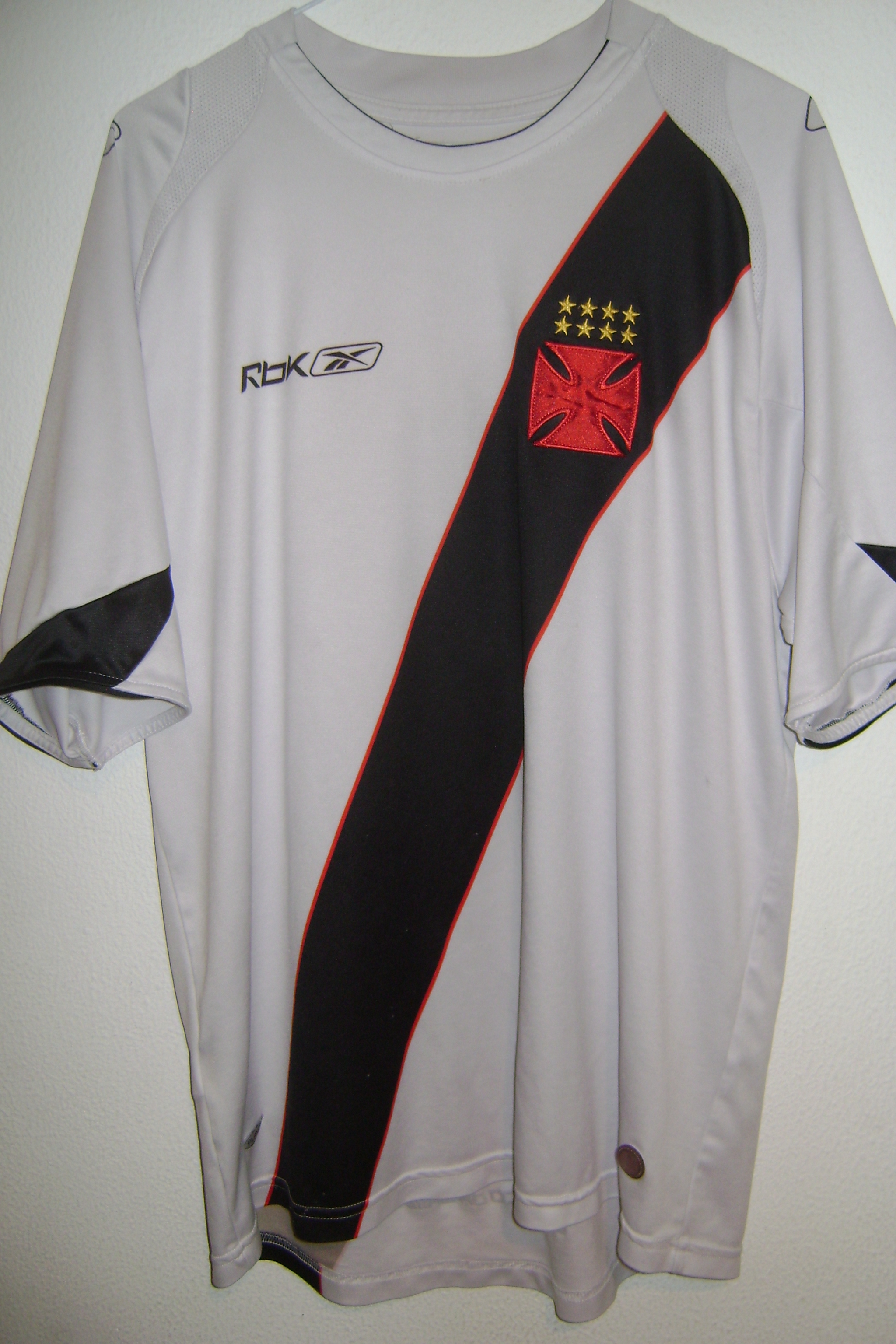
Camisa branca da temporada 2007/08.

### Uniformes de jogo
- Camisa preta, com faixa transversal branca, calção e meias pretas;
- Camisa branca, com faixa transversal preta, calção e meias brancas.

| Primeiro | Segundo |

### Uniformes de goleiro
- Camisa laranja, calção e meias laranjas;
- Camisa preta, calção e meias pretas;
- Camisa azul, calção e meias azuis.

| Cores do Time · Cores do Time · Cores do Time · Cores do Time · Cores do Time | Cores do Time · Cores do Time · Cores do Time · Cores do Time · Cores do Time | Cores do Time · Cores do Time · Cores do Time · Cores do Time · Cores do Time |

### Uniformes de treino
- Camisa laranja com detalhes pretos, calção e meias laranjas;
- Camisa azul, calção e meias azuis;
- Camisa preta com detalhes laranjas, calção e meias pretas.

| Jogadores | Goleiros | C. Técnica |

## Temporada 2009 (Champs)

### Uniformes de jogo
- Camisa branca, com faixa transversal preta, calção e meias brancas;
- Camisa preta, com faixa transversal branca, calção e meias pretas;
- Camisa branca, com faixa listrada preta, calção e meias brancas;
- Camisa preta, com listras brancas, calção e meias pretas.

| Primeiro | Segundo | Terceiro | Quarto |  |

### Uniformes de goleiro
- Camisa vermelha, calção e meias vermelhas;
- Camisa azul, calção e meias azuis;
- Camisa vermelha, com detalhes verdes, calção e meias verdes;
- Camisa azul, com detalhes pretos, calção e meias pretas.

| Cores do Time · Cores do Time · Cores do Time · Cores do Time · Cores do Time | Cores do Time · Cores do Time · Cores do Time · Cores do Time · Cores do Time | Cores do Time · Cores do Time · Cores do Time · Cores do Time · Cores do Time | Cores do Time · Cores do Time · Cores do Time · Cores do Time · Cores do Time |

### Uniformes de treino
- Camisa azul com detalhes brancos, calção e meias azuis;
- Camisa vermelha com detalhes brancos, calção e meias vermelhas;
- Camisa cinza com detalhes brancos, calção e meias cinzas.

| Jogadores | Goleiros | C. Técnica |

## Temporada 2009 (Penalty)

### Uniformes de jogo
- Camisa preta com faixa transversal branca, calção preto, meias pretas;
- Camisa branca com faixa transversal preta, calção branco, meias brancas;
- Camisa preta com faixa vertical dourada, calção preto, meias pretas.

| Primeiro | Segundo | Terceiro |  |

### Uniformes de goleiro
- Camisa vermelha com faixa transversal verde, calção vermelho e meias vermelhas;
- Camisa azul, calção e meias azuis;
- Camisa dourada com faixa vertical preta, calção dourado e meias pretas.

| Cores do Time · Cores do Time · Cores do Time · Cores do Time · Cores do Time | Cores do Time · Cores do Time · Cores do Time · Cores do Time · Cores do Time | Cores do Time · Cores do Time · Cores do Time · Cores do Time · Cores do Time |  |

### Uniformes de treino
- Camisa azul, com detalhe azul celeste na manga, calção e meias azuis;
- Camisa branca com detalhes azuis celestes, calção e meias brancas.

| Cores do Time · Cores do Time · Cores do Time · Cores do Time · Cores do Time | Cores do Time · Cores do Time · Cores do Time · Cores do Time · Cores do Time |  |

## Temporada 2010 (Penalty)

### Uniformes de jogo
- Camisa preta com faixa transversal branca, calção e meias pretas;
- Camisa branca com faixa transversal preta, calção e meias brancas;
- Camisa branca com cruz vermelha, calção e meias brancas.

| Primeiro | Segundo | Terceiro |  |

### Uniformes de goleiro
- Camisa vermelha com faixa transversal verde, calção vermelho e meias vermelhas;
- Camisa azul, calção e meias azuis;
- Camisa cinza, calção e meias cinzas;
- Camisa verde com cruz branca, calção e meias verdes;
- Camisa preta com cruz cinza, calção e meias pretas.

| Cores do Time · Cores do Time · Cores do Time · Cores do Time · Cores do Time | Cores do Time · Cores do Time · Cores do Time · Cores do Time · Cores do Time | Cores do Time · Cores do Time · Cores do Time · Cores do Time · Cores do Time | Cores do Time · Cores do Time · Cores do Time · Cores do Time · Cores do Time | Cores do Time · Cores do Time · Cores do Time · Cores do Time · Cores do Time |  |

### Uniformes de treino
- Camisa verde com detalhe verde escuro na manga, calção e meias verdes;
- Camisa azul com detalhe azul celeste na manga, calção e meias azuis;
- Camisa preta com detalhes brancos, calção e meias pretas.

| Cores do Time · Cores do Time · Cores do Time · Cores do Time · Cores do Time | Cores do Time · Cores do Time · Cores do Time · Cores do Time · Cores do Time | Cores do Time · Cores do Time · Cores do Time · Cores do Time · Cores do Time |  |

## Temporada 2011 (Penalty)

### Uniformes de jogo
- Camisa preta com faixa transversal branca, calção preto e meias pretas com listras brancas;
- Camisa branca com faixa transversal preta, calção branco e meias brancas com listras pretas;
- Camisa preta, calção preto e meias pretas.

| Primeiro | Segundo | Terceiro |  |

### Uniformes de goleiro
- Camisa vermelha, com faixa transversal verde, calção e meias vermelhas;
- Camisa amarela, com faixa transversal preta, calção preto e meias amarelas;
- Camisa bege, calção e meias beges;
- Camisa verde, calção e meias verdes.

| Cores do Time · Cores do Time · Cores do Time · Cores do Time · Cores do Time | Cores do Time · Cores do Time · Cores do Time · Cores do Time · Cores do Time | Cores do Time · Cores do Time · Cores do Time · Cores do Time · Cores do Time | Cores do Time · Cores do Time · Cores do Time · Cores do Time · Cores do Time |  |

### Uniformes de treino
- Camisa verde-limão com detalhes pretos, calção e meias verde-limão;
- Camisa preta com detalhes brancos, calção e meias pretas.

| Jogadores | C. Técnica |  |

## Temporada 2012 (Penalty)

### Uniformes de jogo
- Camisa preta com faixa transversal branca, calção e meias pretas;
- Camisa branca com faixa transversal preta, calção e meias brancas;
- Camisa azul com uma cruz branca, calção azul e meias azuis.

| Primeiro | Segundo | Terceiro |  |

### Uniformes dos goleiros
- Camisa verde com faixa transversal vermelha, calção e meias verdes;
- Camisa amarela com faixa transversal preta, calção e meias pretas;
- Camisa cinza com uma cruz vermelha, calção e meias cinzas;
- Camisa preta com uma cruz branca, calção e meias pretas.

| Cores do Time · Cores do Time · Cores do Time · Cores do Time · Cores do Time | Cores do Time · Cores do Time · Cores do Time · Cores do Time · Cores do Time | Cores do Time · Cores do Time · Cores do Time · Cores do Time · Cores do Time | Cores do Time · Cores do Time · Cores do Time · Cores do Time · Cores do Time |

### Uniformes de treino
- Camisa cinza com detalhes rosas, calção e meias cinzas;
- Camisa azul com detalhes brancos, calção e meias azuis.

| Jogadores | C. Técnica |  |

## Temporada 2013 (Penalty)

### Uniformes de jogo
- Camisa preta com faixa transversal branca, calção e meias pretas;
- Camisa branca com faixa transversal preta, calção e meias brancas;
- Camisa bege com estampa, calção e meias pretas.

| Primeiro | Segundo | Terceiro |

### Uniformes dos goleiros
- Camisa verde com faixa transversal cinza, calção e meias verdes;
- Camisa cinza claro com faixa transversal cinza, calção cinza e meias cinzas;
- Camisa laranja com faixa transversal cinza, calção e meias laranjas.
- Camisa cinza escuro, calção e meias cinza escuras.

| Cores do Time · Cores do Time · Cores do Time · Cores do Time · Cores do Time | Cores do Time · Cores do Time · Cores do Time · Cores do Time · Cores do Time | Cores do Time · Cores do Time · Cores do Time · Cores do Time · Cores do Time | Cores do Time · Cores do Time · Cores do Time · Cores do Time · Cores do Time |

## Temporada 2014 (Umbro)

### Uniformes de jogo
- Camisa preta com faixa transversal branca, calção e meias pretas;
- Camisa branca com faixa transversal preta, calção e meias brancas;

| Primeiro | Segundo |  |

### Uniformes dos goleiros
- Camisa azul claro com faixa transversal branca, calção e meias azuis claras;[10]
- Camisa vermelha com faixa transversal verde, calção verde e meias vermelhas;
- Camisa verde com faixa transversal  verde escuro, calção e meias verdes;
- Camisa verde claro com faixa transversal branca, calção branco e meias verdes.

| Cores do Time · Cores do Time · Cores do Time · Cores do Time · Cores do Time | Cores do Time · Cores do Time · Cores do Time · Cores do Time · Cores do Time | Cores do Time · Cores do Time · Cores do Time · Cores do Time · Cores do Time | Cores do Time · Cores do Time · Cores do Time · Cores do Time · Cores do Time |

### Uniformes de treino
- Camisa azul, com detalhes pretos, calção preto e meias azuis;
- Camisa amarela, com detalhes pretos, calção e preto e meias amarelas
- Camisa cinza, com detalhes pretos calção preto e meias cinzas.

## Temporadas 2015 e 2016 (Umbro)

### Uniformes dos jogadores
- Camisa preta com faixa transversal branca, calção e meias pretas;[11]
- Camisa branca com faixa transversal preta, calção e meias brancas;
- Camisa preta com detalhes dourados, calção e meias pretas;[12]

| Primeiro | Segundo | Terceiro |

### Uniformes dos goleiros
- Camisa azul celeste com cruz branca, calção e meias azuis celestes;
- Camisa vermelha com cruz verde, calção e meias vermelhas;
- Camisa amarela com cruz preta, calção e meias amarelas;

| Cores do Time · Cores do Time · Cores do Time · Cores do Time · Cores do Time | Cores do Time · Cores do Time · Cores do Time · Cores do Time · Cores do Time | Cores do Time · Cores do Time · Cores do Time · Cores do Time · Cores do Time |

### Uniformes de treino
- Camisa verde com detalhes amarelos, calção e meias verdes;
- Camisa amarela com detalhes verdes, calção e meias verdes;
- Camisa preta com detalhes dourados, calção preto e meias brancas;

| Jogadores | Goleiros | C. Técnica |

## Temporada 2017 (Umbro)

### Uniformes dos jogadores
- Camisa preta com faixa transversal branca, calção e meias pretas;
- Camisa branca com faixa transversal preta, calção e meias brancas;
- Camisa preta, calção cinza e meias pretas;[13]

Início do ano
| Primeiro | Segundo |

Lançado em abril
| Primeiro | Segundo | Terceiro |

### Uniformes dos goleiros
Início do ano
- Camisa cinza clara, com faixa listrada preta, calção e meias cinzas;
- Camisa preta, com faixa listrada cinza, calção e meias pretas;
- Camisa laranja, com faixa listrada cinza, calção e meiões laranjas.

Lançado em abril
- Camisa azul celeste, com detalhes brancos, calção e meias azuis-celestes;
- Camisa verde, com detalhes pretos, calção e meias verdes;
- Camisa preta, com detalhes brancos, calção e meias pretas;
- Camisa azul, com detalhes brancos, calções e meias azuis.

| 1 | 2 | 3 | 4 |

### Uniformes de treino
- Camisa cinza, com detalhes azuis, calção cinza e meias brancas;
- Camisa verde-limão, com detalhes cinzas, calções cinzas e meias brancas;
- Camisa branca com detalhes cinzas, calção branco e meias brancas.

| Jogadores | Goleiros | C. Técnica |

## Temporada 2018 (Diadora)

### Uniformes dos jogadores
- Camisa preta com faixa transversal branca, calção e meias pretas;[14][15]
- Camisa branca com faixa transversal preta, calção e meias brancas;
- Camisa preta, calção e meias pretas.[16]

Uniforme de transição
| Primeiro | Segundo |

Uniforme definitivo
| Primeiro | Segundo | Terceiro |

### Uniforme dos goleiros
- Camisa azul celeste, calção e meias azuis-celestes;

- Camisa verde, calção e meias verdes;
- Camisa cinza, calção e meias cinzas.

| Cores do Time · Cores do Time · Cores do Time · Cores do Time · Cores do Time | Cores do Time · Cores do Time · Cores do Time · Cores do Time · Cores do Time | Cores do Time · Cores do Time · Cores do Time · Cores do Time · Cores do Time |

### Uniformes de treino
- Camisa azul escuro com detalhes laranja, calção azul escuro e meias brancas;
- Camisa azul celeste com detalhes azuis, calção e meias azuis-celestes;
- Camisa cinza com detalhes pretos, calção e meias cinzas.

| Jogadores | Goleiros | C.Técnica |

## Temporada 2019 (Diadora)

### Uniformes de jogo
- Camisa preta com faixa transversal branca, calção e meias pretas;[17]
- Camisa branca com faixa transversal preta, calção e meias brancas;[18]
- Camisa branca, calção e meias pretas.[19][20]

| Primeiro | Segundo | Terceiro |

### Uniformes dos goleiros
- Camisa roxa, com detalhes brancos, calção e meias roxas;

- Camisa verde, calção e meias verdes;
- Camisa dourada, com faixa horizontal preta, calção e meias douradas;
- Camisa preta, com faixa horizontal dourada, calção e meias pretas.

| Cores do Time · Cores do Time · Cores do Time · Cores do Time · Cores do Time | Cores do Time · Cores do Time · Cores do Time · Cores do Time · Cores do Time | Cores do Time · Cores do Time · Cores do Time · Cores do Time · Cores do Time | Cores do Time · Cores do Time · Cores do Time · Cores do Time · Cores do Time |

### Uniformes de treino
- Camisa cinza, com detalhes verde-limão, calção e meias cinzas;
- Camisa verde-limão com detalhes pretos, calção e meias verde-limão;
- Camisa branca, com detalhes pretos, calção preto e meias brancas.

| Jogadores | Goleiros | C. Técnica |

Lançada em fevereiro de 2020
| Segundo |

## Temporada 2020 e 2021 (Kappa)

### Uniformes de jogo
- Camisa preta com faixa transversal branca, calção e meias pretas;[21]
- Camisa branca com faixa transversal preta, calção e meias brancas.

| Primeiro | Segundo |

### Uniformes dos goleiros
- Camisa verde, calção e meias verdes;
- Camisa roxa, calção e meias roxas.

| Cores do Time · Cores do Time · Cores do Time · Cores do Time · Cores do Time | Cores do Time · Cores do Time · Cores do Time · Cores do Time · Cores do Time |

### Uniformes de treino
- Camisa azul e cinza, calção e meias cinzas;
- Camisa cinza e roxa, calção e meias cinzas;
- Camisa cinza e preta, calção cinza e meias brancas.

| Jogadores | Goleiros | C. Técnica |

Lançada em março de 2021
- Camisa preta, calção cinza e meias pretas.[22]

| Terceiro |

## Material esportivo e patrocinadores
O material esportivo do Vasco já foi fornecido por diversas empresas.
A década de 70 foi marcada pelo amadorismo na confecção dos uniformes esportivos. Algumas marcas que confeccionaram a camisa do Vasco nessa época são Athleta, Hering, Malharia 99, Terres, Ony, Ceppo até 1979 onde a marca Adidas passa a fornecer o clube.
Entre 2001 e 2002 o Vasco usou uma camisa feita pela VG Licenciamento, uma marca própria. Em 2009 o time voltou a usar camisas tampões da Estilo Carioca, Penalty, VG (O Vasco é Meu) até o uniforme definitivo da Penalty.
A empresa inglesa Umbro foi fornecedora do material esportivo do Vasco de 2014, quando substituiu a Penalty, até 2017.
Em 2018, o Vasco anuncia a empresa italiana Diadora como nova fornecedora de material esportivo. Após o Campeonato Carioca de 2020, a também italiana Kappa volta a fornecer o material esportivo, marca que esteve presente no período mais vitorioso do clube.
Abaixo encontra-se a lista com todas elas:
| Período   | Material Esportivo | Patrocinador Master |
| --------- | ------------------ | ------------------- |
| 1980–1983 | Adidas             | Nenhum              |
| 1984      | Adidas             | Banco Nacional      |
| 1985–1987 | Adidas             | 3B.Rio              |
| 1988      | Adidas             | Coca-Cola           |
| 1988–1994 | Finta              | Coca-Cola           |
| 1995      | Penalty            | Lousano             |
| 1995–1996 | Kappa              | Lousano             |
| 1996      | Kappa              | Data Control        |
| 1997–1999 | Kappa              | Nenhum              |
| 1999–2000 | Kappa              | Procter & Gamble[a] |
| 2001–2002 | Nenhum[b]          | Nenhum              |
| 2002–2005 | Umbro              | Nenhum              |
| 2006–2008 | Reebok             | Nenhum              |
| 2008      | Reebok             | MRV Engenharia      |
| 2009      | Champs             | Eletrobras          |
| 2009–2013 | Penalty            | Eletrobras          |
| 2013–2014 | Penalty            | Caixa               |
| 2014–2017 | Umbro              | Caixa               |
| 2018      | Diadora            | Nenhum              |
| 2019–2020 | Diadora            | Banco BMG           |
| 2020–     | Kappa              | Banco BMG           |
| 2021–     | Kappa              | Pixbet              |

Notas:

- a. ^   No período de três anos de patrocínio, a Procter & Gamble estampou apenas uma marca na camisa do Vasco, o sabão em pó Ace na temporada 2000. No mesmo ano, o clube usou o patrocínio do SBT na final da Copa João Havelange.[26]
- b. ^  Nos anos de 2001 e 2002, o Vasco não contava com uma empresa fornecedora e produzia seus próprios uniformes através da VG Licenciamento.
- c. Em 2009 algumas camisas tampões da Estilo Carioca, VG, O Vasco é Meu e Penalty foram utilizadas.